# Conrad III de Freising
 (février 2019).
Si vous disposez d'ouvrages ou d'articles de référence ou si vous connaissez des sites web de qualité traitant du thème abordé ici, merci de compléter l'article en donnant les références utiles à sa vérifiabilité et en les liant à la section « Notes et références ».
Conrad Sendlinger, dit Conrad III, est comte d'Ismaning et évêque de Freising de 1314 jusqu'à sa mort en 1322.

## Biographie
Conrad naît dans une famille patricienne, riche et prestigieuse de Munich. Il devient plus tard chapelain et secrétaire du comte de Wittelsbach et évêque de Freising Emicho Wildgraf.
En 1314, il est nommé évêque, devenant ainsi le 31e évêque de Freising. 
Conrad III, aussi habile que son prédécesseur Gottfried von Hexenagger, lutte pour la suprématie du Saint-Empire romain germanique sans favoriser Louis de Bavière ou le duc Frédéric, mais en assurant les avantages des deux partis. En 1319, Louis de Bavière lui offre le comté d'Ismaning.
Entre 1319 et 1321, il fait construire l'église Saint-Jean ainsi que la collégiale Saint-Jean de Freising.